# Frauenkirche (Unterriexingen)

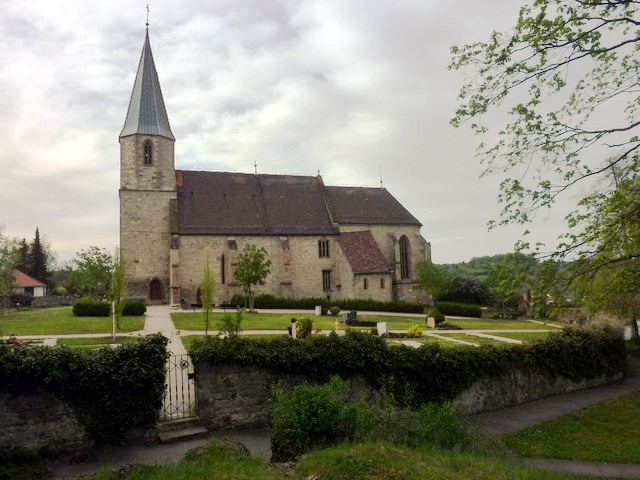
Südfassade der Unterriexinger Frauenkirche umgeben von einem ummauerten Kirchhof

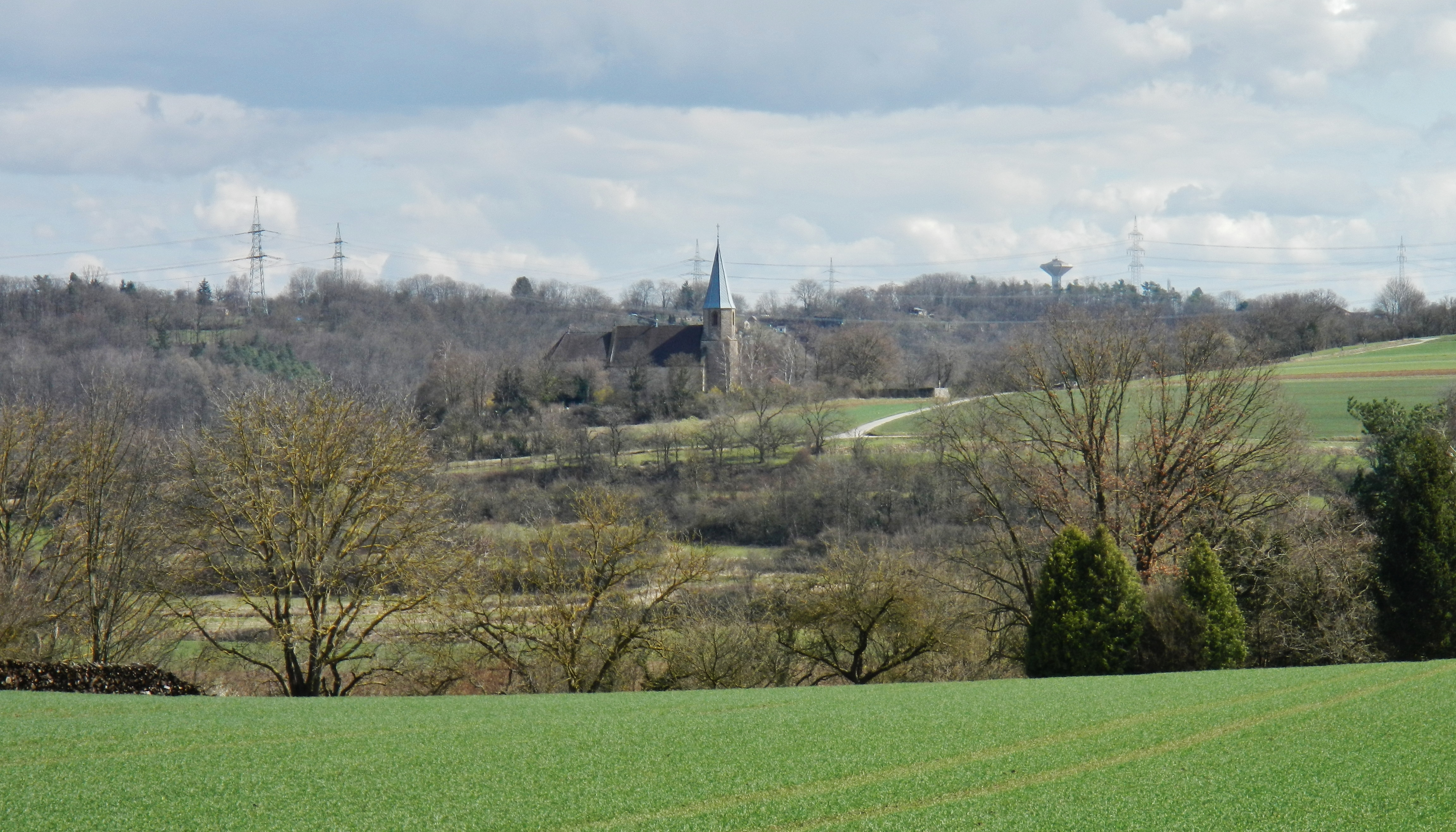
Die Kirche liegt auf einer Anhöhe zwischen Enz- und Glemstal (im Hintergrund Markgröninger Wasserturm)

Die Frauenkirche in Unterriexingen, einem Stadtteil von Markgröningen im baden-württembergischen Landkreis Ludwigsburg, steht südwestlich und oberhalb des Dorfes inmitten des Friedhofes. Im 14. Jahrhundert ausgebaut, verfiel sie im 19. Jahrhundert zur Ruine. Ab 1874 wurde sie durch den Freiherrn Gerhard Leutrum von Ertingen wieder in Stand gesetzt. Die erneute Restaurierung in den Jahren 1999 bis 2003 durch Karl Magnus Graf Leutrum von Ertingen wurde im Jahr 2004 mit dem Denkmalschutzpreis Baden-Württemberg ausgezeichnet.

## Geographie
Die Kirche liegt südwestlich von Unterriexingen auf einer zum Muckenschupf ansteigenden Anhöhe zwischen Enz- und Glemstal. Auf circa 240 m ü. NN überragt die Kirche den in der Talaue einst fernen Ort, der ihr seit den 1960er Jahren immer näher rückt. Die in den 2000er Jahren errichteten Häuser im Neubaugebiet Im Bäumle sind nur noch rund 150 Meter vom Kirchhof entfernt. Die Standortwahl fernab von Schloss und Ort ist ungeklärt. Möglicherweise wurde ein vorchristlicher Kultplatz übernommen. Möglich erscheint aber auch eine wüst gefallene Siedlung im Umfeld der Kirche. An deren Ostseite führt der Frauenweg von Unterriexingen zum Aichholzhof und weiter in Richtung Hemmingen. Von der Kirche führt die Frauenklinge ins Glemstal. Dieser alte Hohlweg ist heute als Naturdenkmal geschützt.
Die Ausrichtung der Längsachse des Kirchengebäudes beträgt ungefähr 55 Grad, es hat also eine vergleichsweise starke Ostabweichung von 35 Grad nach Norden.

## Geschichte

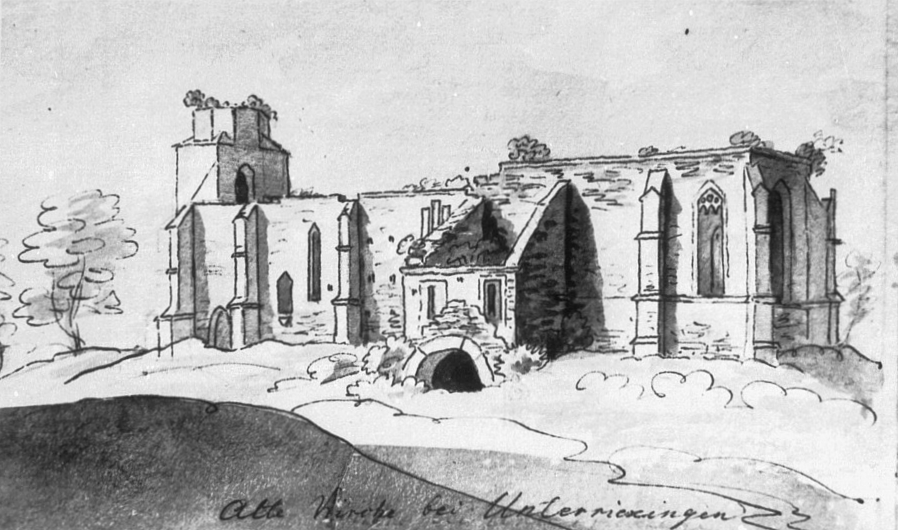
Gemälde der pittoresken Ruine von Carl Urban Keller (um 1815)

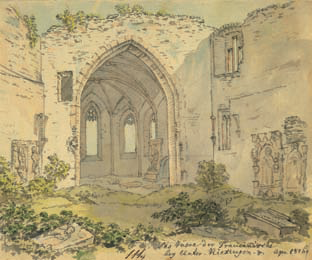
Innenansicht der Ruine von August Seyffer (1816)

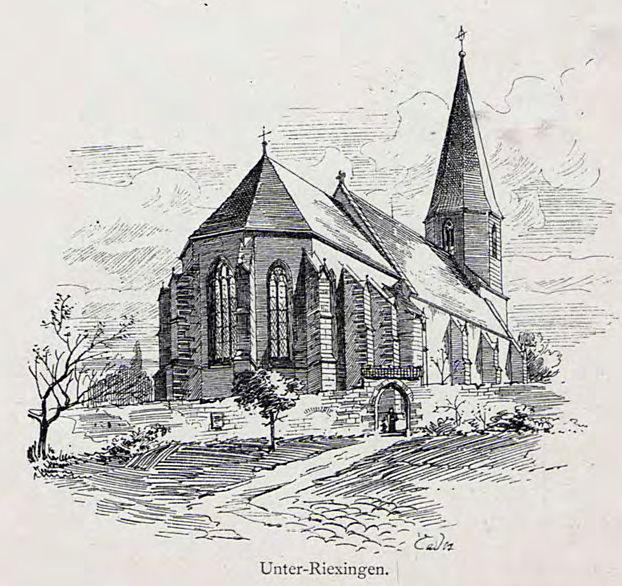
Nach der Wiederherstellung: Zeichnung von Joseph Cades vor 1890

Die Frauenkirche ist eine gotische Saalkirche mit Westturm und kreuzrippengewölbtem Vieleckchor mit 5/8-Schluss im Osten. Laut Gerhard Leutrum von Ertingen wurde sie im 13. Jahrhundert als Wallfahrtskapelle erbaut und im 14. Jahrhundert von den Herren von Riexingen erweitert. Dabei wurde das Langhaus vergrößert und mit Strebepfeilern versehen sowie der Chor und der Turm ergänzt. Bis zum Ausbau der Kapelle im Dorf um 1628 diente sie als Pfarrkirche, danach in erster Linie als Grablege der ortsansässigen Adelsgeschlechter. Die inmitten des Chors gelegene Grabplatte für Friedrich Osterbronn von Riexingen († 1394) ist das älteste erhaltene Grabmal in der Frauenkirche. Es gilt als Indiz dafür, dass das Adelsgeschlecht von Riexingen, das mit Heinrich von Riexingen 1379 auch den ersten bekannten Kirchherrn stellte, die Kirche erweitern ließ. Die heutige Bezeichnung als Frauenkirche geht zurück auf das Patrozinium Unserer Lieben Frau (Maria).
Bis zur Reformation diente die im Volksmund auch „s'Käppele“ genannte Kirche außerdem der Wallfahrt, unter anderem wird von einem pilgernden Mönch aus Ungarn berichtet. Die Innenwände des nahezu fensterlosen Saalbaus waren mit Fresken versehen, die vor allem Szenen des Jüngsten Gerichts darstellten. Daneben befanden sich in der Kirche mehrere Altäre, unter anderem der vergoldete Altar Unserer Lieben Frau.

### Zerstörung
Laut Gerhard Graf Leutrum erlitt die Kirche 1693 im Pfälzischen Erbfolgekrieg größere Schäden: Österreichische Truppen sollen vom Hochstämmer aus mit Geschützen auf französische Truppen im Kirchhof der Frauenkirche geschossen haben. Dabei sollen auch Schäden im Dorf selbst entstanden sein. Laut der von Reyscher und Troll wiedergegebenen Überlieferung sollen die Schäden hingegen im Spanischen Erbfolgekrieg erfolgt sein. Beim Abzug haben die Franzosen die Glocken der Frauenkirche entwendet. Zusätzlich setzte ein Blitzeinschlag im darauf folgenden Jahr die Kirche in Brand. Die Schäden wurden nur notdürftig repariert und ein provisorisches Dach erstellt. Auf einem Panorama von Markgröningen ist die „Unter Riexiniger Todten Kirch“ 1798 noch mit Dach zu sehen. Nachdem dieses eingestürzt war, verfiel die Kirche zur Ruine und wurde von der Bevölkerung als Baustoffreservoir missbraucht. Im 19. Jahrhundert lockte die als „pittoresk“ bezeichnete Kirchenruine Künstler wie Carl Urban Keller und August Seyffer an. Nachdem die Familie der Freiherren, später Grafen, Leutrum von Ertingen 1820 wieder auf Schloss Unterriexingen eingezogen war, trug man sich mit dem Gedanken, die ehemalige Patronatskirche wiederherzustellen.

### Wiederherstellung
1874/75 erwarb schließlich Gerhard Leutrum von Ertingen die Kirche von der Gemeinde, um sie im Sinne seiner Vorväter wieder in Stand zu setzen und die wertvollen Epitaphien der Ortsadeligen zu sichern. Außerdem ließ er eine Familiengruft für die Leutrum von Ertingen anlegen. Bei der Restaurierung wurde er von Baumeister August Beyer beraten. Im Innern des Langhauses blieb der Ruinencharakter der Kirche erhalten. Turmspitze, Dachstuhl und Empore wurden neu erstellt, der Chor durch eine vergitterte Chorschranke abgeteilt und dessen Fenster neogotisch verglast. Zum Schluss wurde 1891 ein wertvoller romanischer Kruzifixus aus dem 12. Jahrhundert vom Stammsitz der Familie Leutrum in Ertingen nach Unterriexingen gebracht und in der Frauenkirche angebracht.
Seit der Wiederherstellung dient die Kirche zudem für Beerdigungsgottesdienste der Gemeinde.

### Renovierung
Von 1999 bis 2003 ließ der Besitzer Karl Magnus Graf Leutrum die Kirche von Architekt Gerhard Schmid erneut restaurieren. Unter anderem war dies dringend erforderlich, um die steinernen Epitaphien vor Substanzverlust durch aufsteigende Feuchtigkeit bzw. Versalzung zu bewahren. Für die vorbildliche Restaurierung erhielt der Bauherr 2004 den Denkmalschutzpreis Baden-Württemberg. Im Anschluss daran wurde auch der romanische Kruzifixus restauriert.

## Grablege

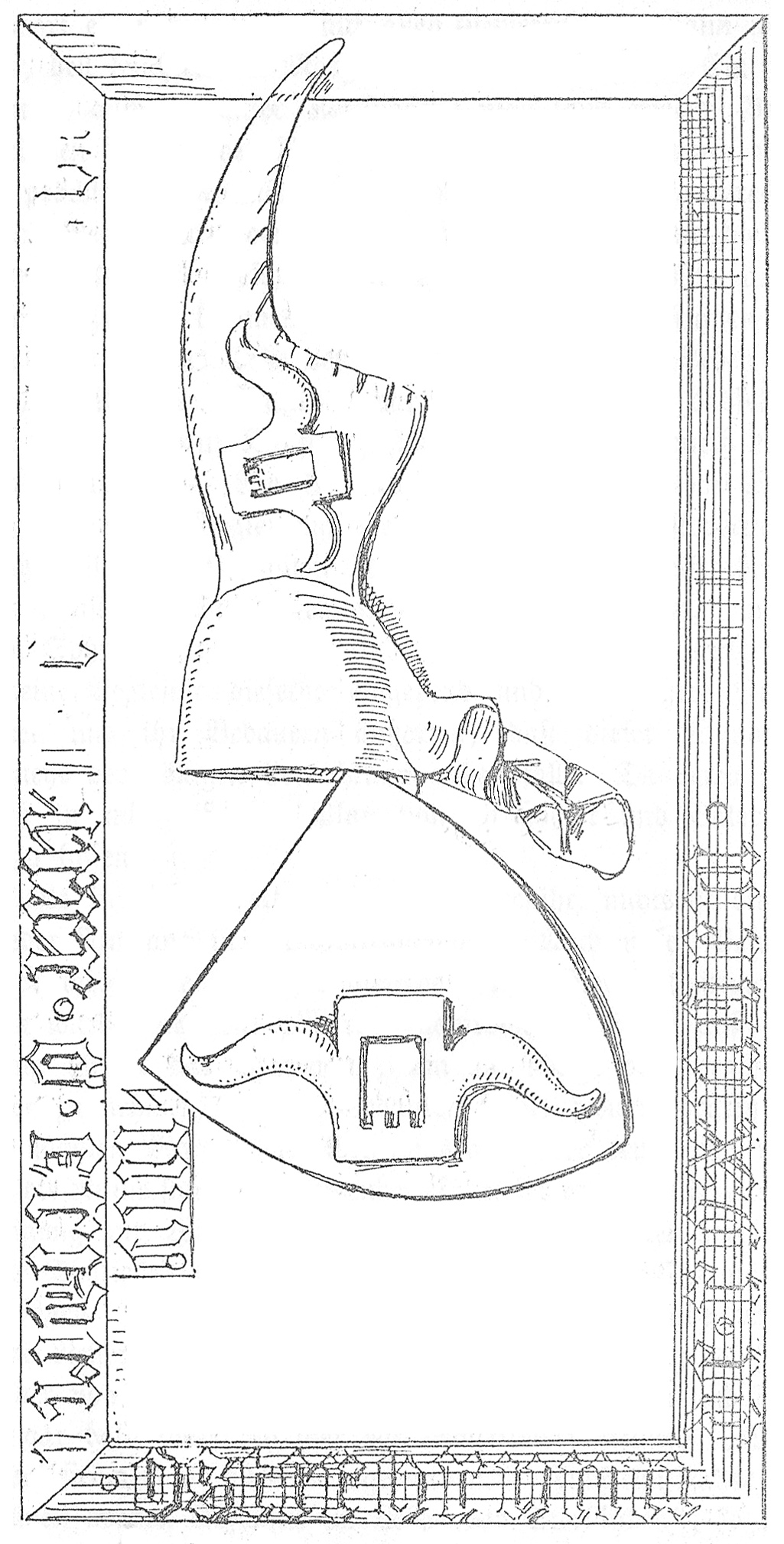
Friedrich Osterbrunn von Riexingen († 1394)

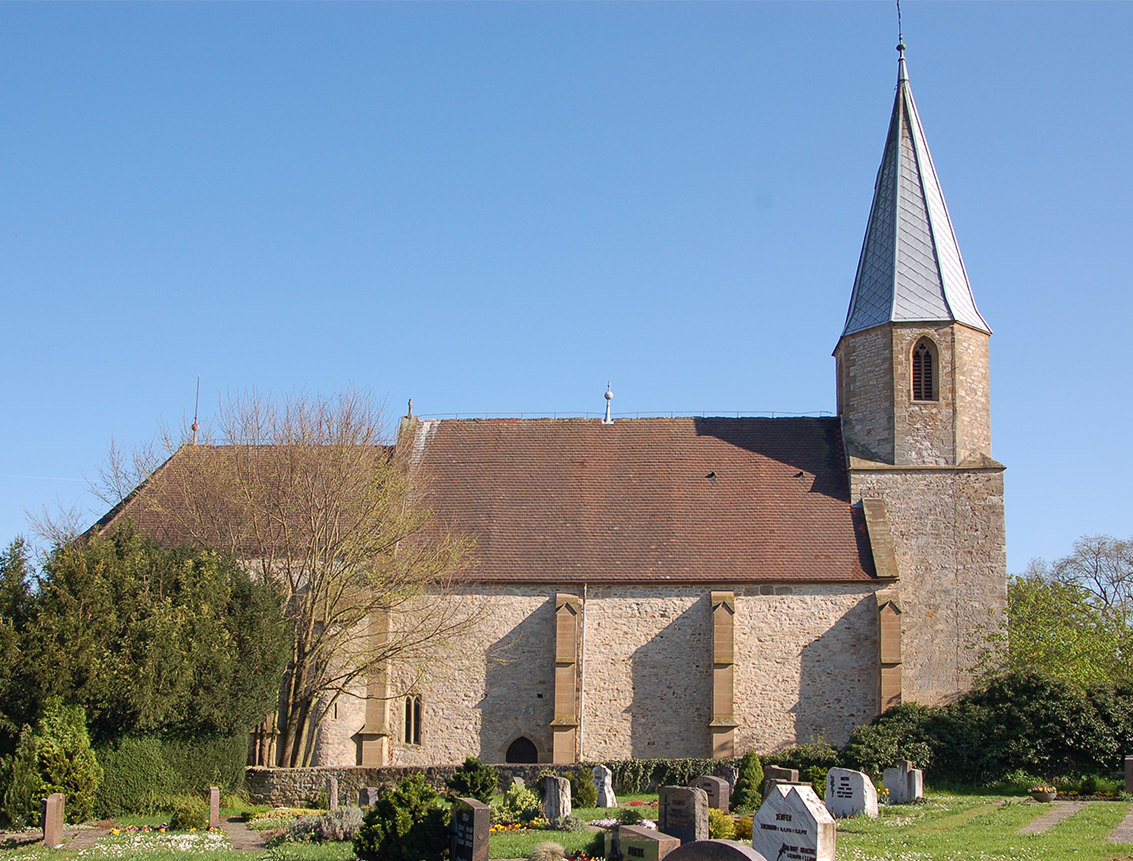
Ungewöhnlich: nahezu fensterlose Nordfassade des Langhauses

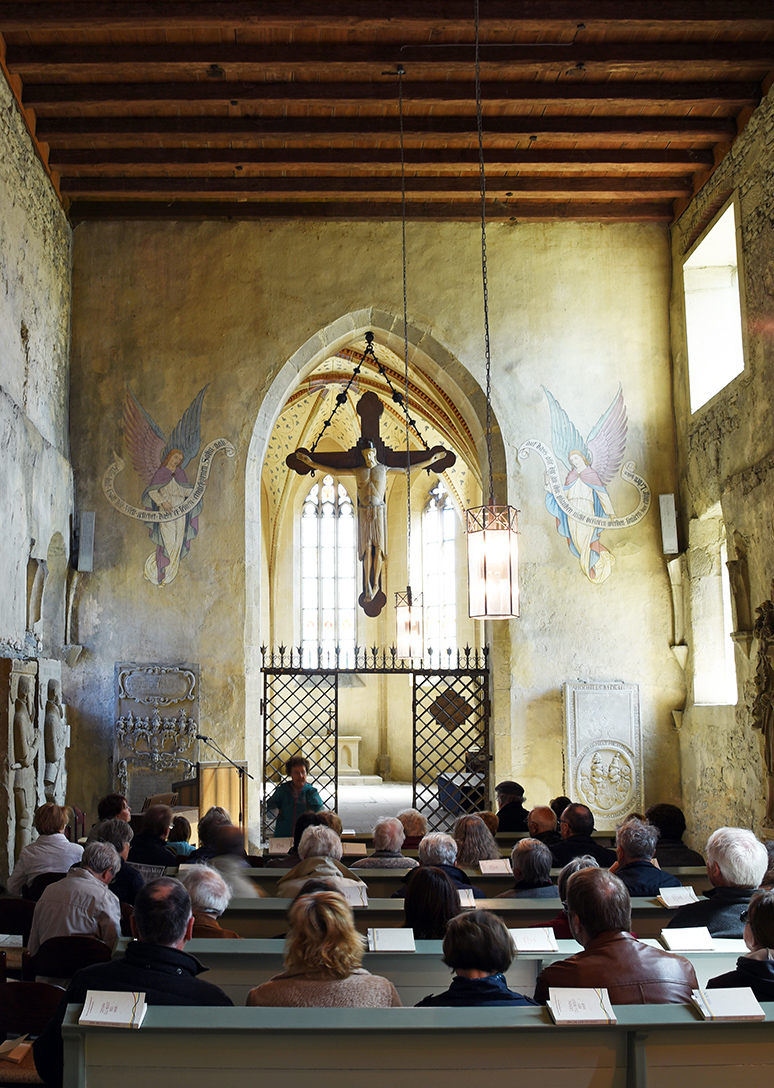
Innenansicht von Südwesten

Nach den Herren von Riexingen diente die Frauenkirche folgenden Adelsgeschlechtern als Grablege:
- Schenken von Winterstetten (ältestes Epitaph von 1477)
- Herren von Nippenburg (ältestes Epitaph von 1531)
- Herren von Sternenfels (ältestes Epitaph von 1614)
- Herren von Lützelburg (ältestes Epitaph von 1677)
- Schertlin von Burtenbach (ältestes Epitaph von 1680)
- Herren von Sperberseck (ältestes Epitaph von 1692)
- Leutrum von Ertingen (ältestes Epitaph von 1825)[11]

## Sonstiges
Laut dem Handwörterbuch des deutschen Aberglaubens soll ein Pfarrer mit Perücke in der Frauenkirche umgehen.
Die Frauenkirche steht mit dem ummauerten Teil des Friedhofs unter Denkmalschutz.